# Heston Airlines
Heston Airlines ist eine Charterfluggesellschaft mit Sitz in Vilnius, Litauen. Die Gesellschaft bietet Charterservice, ACMI-Leasing und Dry Leasing, sowie Frachtkapazitäten mit einer Null-Sitz-Konfiguration im Airbus A320 an. Die Fluggesellschaft gehört der Heston Aviation Group mit dem Sitz am Flughafen Brisbane, Australien, die auf Wartung, Reparatur und Überholung (MRO) spezialisiert ist.
Heston Airlines vermietet ihre Flugzeuge vorwiegend langfristig an verschiedene Fluggesellschaften, darunter Condor, Marabu Airlines, Uzbekistan Airways, Aero Contractors und Sky Cana.

## Flotte
Die Flotte der Heston Airlines besteht mit Stand April 2025 aus elf Flugzeugen mit einem Durchschnittsalter von 16,6 Jahren:
| Flugzeugtyp     | Anzahl | bestellt | Anmerkungen                                                                   | Sitzplätze | Durchschnittsalter |
| --------------- | ------ | -------- | ----------------------------------------------------------------------------- | ---------- | ------------------ |
| Airbus A320-200 | 11     | 1        | einer mit Sharklets ausgestattet; vier betrieben für AZAL Azerbaijan Airlines | 180        | 16,6 Jahre         |
| Gesamt          | 11     | 1        |                                                                               |            | 16,6 Jahre         |

### Ehemalige Flugzeugtypen
- Airbus A321-200
- Airbus A330-200

## Valletta Airlines
Im November 2022 wurde bekannt, dass Heston Airlines auf Malta eine Tochtergesellschaft namens Valletta Airlines gegründet hat, welche bis Ende 2023 eine Flotte von zwei Airbus A320-200 und zwei Airbus A330-200 betreiben soll. Nachdem Ende Januar 2023 der erste Airbus A320-200 übernommen worden war, wurde am 9. Februar 2023 dem Unternehmen die Betriebsgenehmigung erteilt.

### Flotte
Die Flotte der Valletta Airlines besteht mit Stand April 2025 aus einem Flugzeug mit einem Durchschnittsalter von 20,2 Jahren.
| Flugzeugtyp     | aktiv | bestellt | Anmerkungen | Sitzplätze | Durchschnittsalter |
| --------------- | ----- | -------- | ----------- | ---------- | ------------------ |
| Airbus A320-200 | 1     |          |             | 180        | 20,2 Jahre         |
| Gesamt          | 1     | -        |             |            | 20,2 Jahre         |